# 格奥尔格·奥古斯特·迪特里希·李特尔
格奥尔格·奥古斯特·迪特里希·李特尔（德語：Georg August Dietrich Ritter；1826年12月11日—1908年2月26日），是一位德国土木工程师。

## 生平
1826年12月11日生于吕讷堡，曾在汉诺威和哥廷根攻读理工专业，后做过一段时间的工程师，1856年成为汉诺威理工学院力学和工程机械学教师，并在1870年成为亚琛工业大学教授。是著名的计算桥梁和屋顶拱形结构的李特尔公式的创建者。
1908年2月26日在吕讷堡去世。

## 工作
- 铁桥和屋顶的计算及基本理论（1863年德语版；1894年第五版；1879年英语版）
- 工程力学教材（1864年；1896年第7版)）
- 工程力学教材（1874年至1876年）
- 分析力学教材（1883年第2版）